# Samsung Galaxy Z Flip 3
O Samsung Galaxy Z Flip 3 (estilizado como Samsung Galaxy Z Flip3, vendido como Samsung Galaxy Flip 3 em alguns territórios) é um smartphone dobrável que faz parte da série Samsung Galaxy Z. Foi revelado pela Samsung Electronics em 11 de agosto de 2021 no evento Samsung Unpacked junto com o Z Fold 3. É o sucessor do Samsung Galaxy Z Flip, embora tenha a marca Flip 3 para se alinhar com a marca do Fold que o acompanha. modelo.

## Especificações

### Design
O Z Flip 3 usa o mesmo design em concha do primeiro Z Flip com moldura de alumínio, possui tela de 6,7 polegadas protegida por vidro ultrafino fabricado pela Samsung que pode ser dobrado em um espaço de 4,2 polegadas. Depois de dobrado, o logotipo da Samsung aparece no centro da dobradiça. O design e posicionamento do logotipo são idênticos ao modelo anterior, Samsung Galaxy Z Flip. Ele também adota tela externa de 1,9 polegadas, o que é uma mudança notável em relação às 1,1 polegadas do modelo anterior. Essa mudança na tela de capa permite que os usuários baixem widgets como música, previsão do tempo, alarme, cronômetro, gravador de voz, programação de hoje, Samsung Health e bluetooth.
O Samsung Galaxy Z Flip 3 está disponível em quatro cores: Creme, Preto Fantasma, Verde e Lavanda.
Também existem cores exclusivas da Bespoke Edition: Cinza, Branco, Rosa, Azul e Amarelo. Esta edição é uma colaboração com o refrigerador Bespoke da Samsung, que permite aos clientes personalizar livremente as cores das portas do refrigerador. Seguindo o mesmo conceito, o Samsung Galaxy Z Flip 3 Bespoke Edition também oferece serviços de personalização de cores. Os clientes podem misturar e combinar as cinco cores das partes superior e inferior do telefone. Ao contrário da edição oficial, cuja cor da dobradiça muda de acordo com a cor do telefone, a cor da dobradiça da edição Bespoke é limitada a prata e preto.

### Hardware
O Z Flip 3 possui uma tela AMOLED 22:9 de 6,7 polegadas agora com suporte para taxa de atualização de 120 Hz e também oferece suporte para HDR10+. A tela possui um recorte de câmera perfurado para a câmera frontal. A parte traseira do telefone possui uma pequena tela externa de 1,9 polegadas, uma melhoria no tamanho em relação à tela externa de 1,1 polegadas do Z Flip original, que você pode usar para exibir a hora, data e status da bateria, interagir com notificações, responder chamadas telefônicas e atua como um visor. O telefone é alimentado pelo Qualcomm Snapdragon 888, com 8 GB de RAM LPDDR5 e opções de 128 ou 256 GB de armazenamento UFS 3.1 não expansível. O Z Flip 3 possui a mesma bateria dupla de 3300 mAh que pode carregar rapidamente usando USB-C de até 15 W ou sem fio via Qi de até 10 W. O botão liga / desliga está embutido na moldura e também funciona como sensor de impressão digital como um método para derrubar o painel de notificação e iniciar o Samsung Pay, com o botão de volume localizado acima. O telefone possui três câmeras, com câmeras traseiras duplas, uma câmera grande angular de 12 MP e uma câmera ultra grande angular de 12 MP para acompanhar uma câmera frontal de 10 MP. O Z Flip 3 apresenta uma classificação de resistência à água IPX8, que a Samsung afirma poder sobreviver sendo submersa a 1,5 metro de água por até 30 minutos.